# Javier Hernández Carrera
Javier Hernández Carrera (Jerez de la Frontera, 2 de mayo de 1998), conocido deportivamente como Javi Hernández, es un futbolista español que juega como defensa en el Al-Arabi S. C. de la Liga de fútbol de Catar.

## Trayectoria
Se formó en el fútbol base del Sevilla F. C. antes de llegar a la cantera del Real Madrid. Con esta disputó en categoría juvenil la Liga Juvenil de la UEFA, para después recalar como cedido en las filas del C. D. El Ejido 2012, donde jugó un total de 33 partidos y anotó dos goles durante la temporada 2017-18.
En verano de 2018 fue cedido al Real Oviedo para reforzar al Real Oviedo Vetusta durante la temporada 2018-19. El 7 de octubre debutó con el primer equipo del Real Oviedo en Segunda División como titular en un encuentro frente al Albacete Balompié que terminó con victoria por un gol a cero del conjunto ovetense.
Tras disputar la temporada 2019-20 en el Real Madrid Castilla Club de Fútbol, el 28 de septiembre de 2020, el Club Deportivo Leganés anunció su fichaje por cuatro temporadas. En las dos primeras participó en 77 partidos, siendo cedido para la campaña 2022-23 al Girona Fútbol Club que había ascendido a Primera División. La siguiente volvió a ser prestado, esta vez al Cádiz C. F. después de haber renovado su contrato hasta 2026. Acumuló una tercera cesión en agosto de 2025, en esta ocasión al Al-Arabi S. C. catarí que tenía una opción de compra.

## Clubes
| Club                         | País   | Año       |
| ---------------------------- | ------ | --------- |
| Real Madrid Castilla C. F.   | España | 2017-20   |
| C. D. El Ejido 2012 (cesión) | España | 2017-18   |
| Real Oviedo Vetusta (cesión) | España | 2018      |
| Real Oviedo (cesión)         | España | 2018-19   |
| C. D. Leganés                | España | 2020-act. |
| Girona F. C. (cesión)        | España | 2022-23   |
| Cádiz C. F. (cesión)         | España | 2023-24   |
| Al-Arabi S. C. (cesión)      | Catar  | 2025-act. |